# Ånderdalen-Nationalpark
Der Ånderdalen-Nationalpark (norwegisch Ånderdalen nasjonalpark) ist ein nord-norwegischer Nationalpark auf der Insel Senja. Der Park wurde 1970 gegründet, um die nahezu unberührte Küstenlandschaft der Insel mit ihren Kiefern- und Birkenwäldern, Bergen, Fjorden, der Tier- und Pflanzenwelt und dem kulturellen Erbe zu erhalten und zu schützen und wurde in den Jahren 1975 und 2004 erweitert.
Der Nationalpark gehört zur Gemeinde Senja in der Provinz Troms. Einen Kilometer östlich befindet sich das Vardnesmyra Naturreservat.

## Geografie, Landschaft und Geologie
Der Ånderdalen befindet sich im südlichen Teil Senjas. Die Landschaft ist geprägt von scharfkantigen Bergen, zahlreichen Seen, Flüssen, Mooren und Hochmooren und unberührtem Urwald. Die ungewöhnlich großen und alten Küsten-Kiefernwälder waren auch einer der Gründe für die Errichtung des Nationalparks. Einige Bäume sind rund 500 Jahre alt.
Die Kiefern wachsen aber nur bis in etwa 100 moh, danach folgt eine Vegetationszone mit Birkenwäldern, welche schließlich auch weichen, bis die Natur von Weiden, Sümpfen und Hochmooren dominiert wird. Das vorherrschende Gesteinsmaterial im Park ist Granit.

## Flora und Fauna
Im Park wachsen rund 200 Blütenpflanzen wie Beinbrech, Korallenwurz und Blattloser Widerbart. Dennoch ist die Vegetation eher spärlich, was an den nährstoffarmen Granitböden liegt. In den Moorgebieten sind vor allem Wollgräser, Seggen und Moose u. a. Alpenhelm, Sumpf-Veilchen, Sumpf-Herzblatt und Geflecktes Knabenkraut verbreitet. Auf den Bergen wachsen u. a. Besenheiden, Schwarze Krähenbeeren, Heidelbeeren, Weiden und Diapensia lapponica.
Rund 90 Vogelarten leben im Nationalpark, von denen Prachttaucher, Graugänse, Singschwäne und andere auch dort nisten. Des Weiteren sieht man auch oft Große Brachvögel, Regenbrachvögel, Alpenstrandläufer, Kraniche und Ohrentaucher. Vögel, die definitiv nicht im Park nisten, sind z. B. Seidenschwänze, Waldbaumläufer, Grünspechte, und Kreuzschnäbel.
In den Flüssen leben Wandersaiblinge, Dreistachlige Stichlinge, Forellen und seltener auch Lachse.
Die größten Säugetiere sind Elche, Rotfüchse, Feldhasen, Hermeline und Fischotter.

## Kulturerbe
Das Gebiet war zwar nicht durchgehend besiedelt, man fand aber Reste samischer Besiedlung aus mehreren Jahrhunderten bis einschließlich des 16.

## Tourismus und Verwaltung
Obwohl es im Park kaum befestigte Wege gibt, ist er ein beliebtes Freizeitziel zum Wandern.
Der Ånderdalen ist darüber hinaus Teil des Rentierweidegebiets Sør-Senja.